# كينيلورث (رواية)
كينيلورث: قصة حب (بالإنجليزية: Kenilworth. A Romance)‏ هي رواية تاريخية بقلم السير والتر سكوت، نشرت لأول مرة في 8 يناير 1821.

## استهلال القصة
في يناير 1820 ، أبرم أرشيبالد كونستابل وجون بالانتاين اتفاقًا للعمل كناشرين مشتركين لكينيلوورث ، ولكن كان لا يزال على سكوت أن يكمل الدير ويكتب تكملة له ، أبوت الذي أبقاه مشغولاً حتى أغسطس ، لذا كان على كينيلورث الانتظار حتى سبتمبر. ثم تقدمت الكتابة بشكل مطرد ، واكتملت الرواية الجديدة في 27 ديسمبر.
كان سكوت على معرفة عميقة بالأدب والوثائق التاريخية للعصر الإليزابيثي ، ويرجع ذلك جزئيًا إلى جهوده التحريرية. في عام 1808 ، أنتج مذكرات روبرت كاري ، إيرل مونماوث ... وفراجمنتا ريجاليا ... للسير روبرت نونتون ، والتي كانت ستضعه في مكانة جيدة لتصويره للملكة إليزابيث في الرواية ، وفي عام 1810 نقح كتاب روبرت دودسلي البريطاني القديم الدراما التي ساهمت كثيرا في النسيج اللغوي للرواية. بالنسبة للأنشطة العامة في كينيلورث ، استخدم وثيقتين أعيد طباعتهما في "التقدم والمواكب العامة ... للملكة إليزابيث بواسطة جون نيكولز (1788): رسالة بقلم روبرت لانجهام أو لينهام و The Princely Pleasures at the Courte at Kenelwoorth by George Gascoigne. بالنسبة لإيمي روبسارت وكومنور ، اعتمد على آثار بيركشاير من تأليف إلياس أشمول ، والذي اعتمد بدوره على المذكرات السرية المجهولة والمعادية لروبرت دادلي ، وإيرل ليستر ، أو كومنولث ليستر.

## روابط خارجية
- كينيلورث على موقع الموسوعة البريطانية (الإنجليزية)